# Associazione Sportiva Taranto 1938-1939
Questa voce raccoglie le informazioni riguardanti l'Associazione Sportiva Taranto nelle competizioni ufficiali della stagione 1939-1940.

## Rosa
| N. |                   | Ruolo | Calciatore         |
| -- | ----------------- | ----- | ------------------ |
|    | Italia (bandiera) | A     | Mario Abatematteo  |
|    | Italia (bandiera) | C     | Dino Barluzzi      |
|    | Italia (bandiera) | D     | Francesco Boccuni  |
|    | Italia (bandiera) | P     | Adolfo Bolognini   |
|    | Italia (bandiera) | P     | Pietro Brandani    |
|    | Italia (bandiera) |       | Giovanni Calebotta |
|    | Italia (bandiera) | D     | Arcangelo Di Reda  |
|    | Italia (bandiera) | C     | Vito Natale Labate |
|    | Italia (bandiera) | A     | Angelo Lodolo      |

| N. |                   | Ruolo | Calciatore           |
| -- | ----------------- | ----- | -------------------- |
|    | Italia (bandiera) | A     | Luigi Molinari       |
|    | Italia (bandiera) | C     | Giulio Negri         |
|    | Italia (bandiera) | D     | Oreste Rotta         |
|    | Italia (bandiera) | A     | Gino Penza           |
|    | Italia (bandiera) | C     | Gastone Picchiolutto |
|    | Italia (bandiera) | C     | Angelo Strata        |
|    | Italia (bandiera) | A     | Germano Tessitore    |
|    | Italia (bandiera) | D     | Salvatore Tomaselli  |